# Bygge och Bo-utställningen i Äppelviken 1927

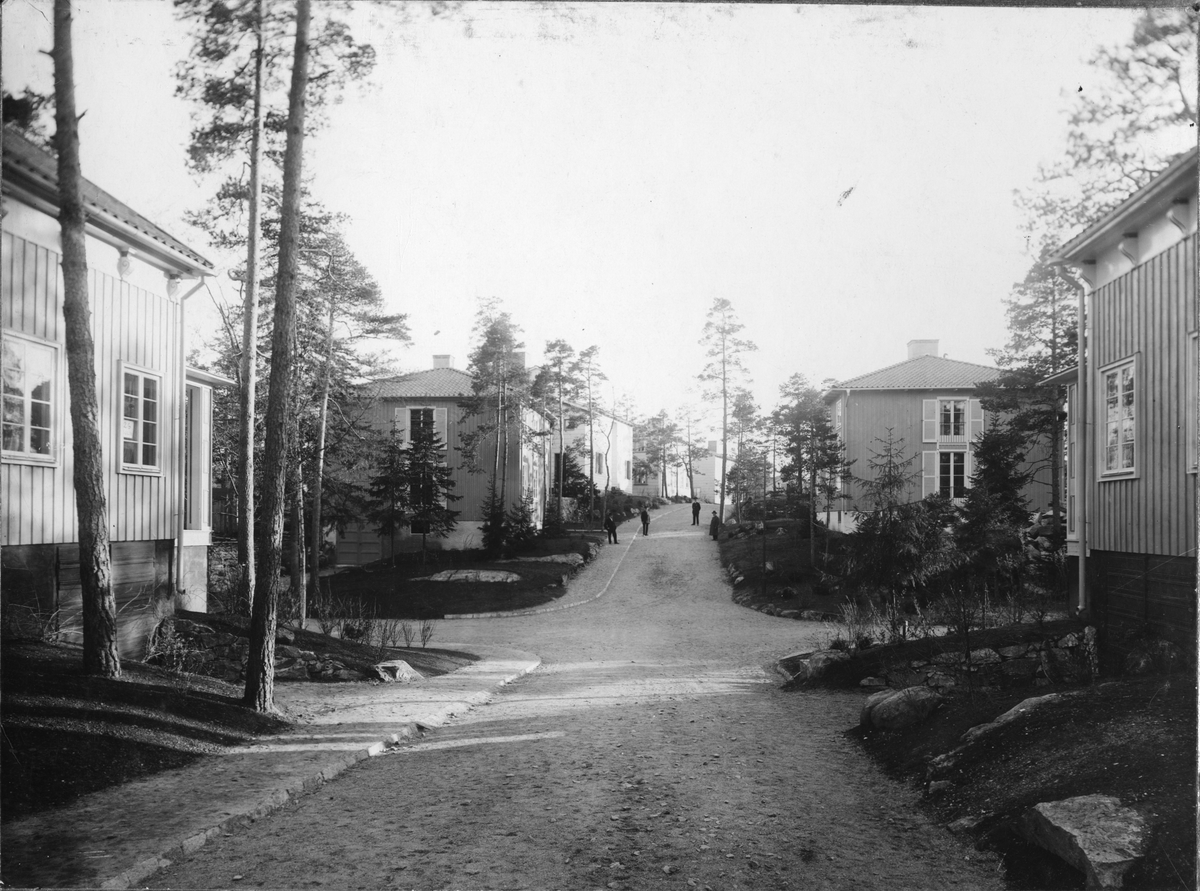
Bilden visar Ekorrvägen 3 och 4 framför korsningen vid Mårdvägen, hus nr 26 och 27 i utställningen på vardera sida av Ekorrvägen, och är ritade av Rolf Bolin. Husen längre bort (nr 20,21,18,16,14 i utställningen) är ritade av Carl Hörvik.

Bygge och Bo-utställningen i Äppelviken 1927 i Bromma var en utställning som ägde rum sommaren 1927 och omfattade 29 villor som uppfördes utmed Ekorrvägen i Äppelviken.
Villorna byggdes för utställningen Bygge och Bo, som var ett svenskt utställningsföretag, som var organiserat av Stockholms Byggnadsingenjörsförening och som arrangerade bostadsutställningar under 1920-talet. Villorna vid Ekorrvägen, som numera tillhör stadsdelen Stora Mossen, tillkom alla i ett sammanhang under åren 1926-1927. Terrängen i området kring Ekorrvägen är relativt kuperad med berg och dalar.
Målsättningen för utställningen var enligt utställningskatalogen att "främja en rationell bostadsinredning efter moderna, praktiska och hygieniska principer samt att befordra enkelhet och reda i bostadsbyggandets planläggning". Utställningen i Äppelviken pågick hela sommaren från den 24 maj – 15 september 1927 och den hade ca 25000 besökare. Drygt hälften av de 29 utställningsvillorna blev sålda under utställningen, men det fanns spekulanter även på de övriga villorna. De första som flyttade in fick bo kostnadsfritt den första sommaren mot att de visade sina hus för utställningsbesökarna.

## Bygge och Bo-utställningar
År 1921 ägde den första Bygge och Bo-utställningen rum i Konstakademiens lokaler. Flera utställningar ordnades därefter i Liljevalchs konsthall åren 1922 med utställning av köksinteriörer samt 1923, 1925 och 1928. År 1924 anordnades en utställning i ett nybyggt sexvåningshus vid Norr Mälarstrand i Stockholm med "det elektriska köket" samt hushållskök, lanthushållskök och städskåp ritade av olika arkitekter.
År 1925 arrangerades en villautställning i Bo vid Kyrkviken på norra Lidingö.  Den utställning som visades på Lidingö 1925 var den mest kända av utställningarna. För utställningen Bygge och Bo 1925 uppfördes ett bostadsområde i Bo. Utställningskommissarie/projektledare för Bygge och Bo-utställningarna var ingenjören Petrus Wretblad.
År 1927 arrangerades en Bygge och Bo-utställning i Äppelviken i Bromma. 1928 var det en Bygge och Bo-utställning i Stockholm med temat "Det moderna stadsköket" och 1929 hölls en utställning i Östersund av Jämtslöjds kvinnliga slöjdskola i Östersund med demonstration av vävning och visning av elevarbeten. I mars 1929 ordnades en Bygge och Bo-utställning i stadshuset i Gävle av Länsmuseet i Gävleborg. Bygge och Bo-utställningar hölls även i flera landsortsstäder under 1930-talet. År 1930 hölls en Bygge och Bo-utställning i Borås och 1931 hölls en Bygge och Bo-utställning i Linköping, 1932 i Karlstad, 1933 i Västerås, 1934 i Karlskrona, 1935 i Halmstad, 1936 i Uddevalla och i Eskilstuna och 1937 i Gävle och i Örebro.

## Sju arkitekter valdes ut till Äppelviksutställningen
I den föregående Bygge och Bo-utställningen på Lidingö 1925 valdes villorna ut genom en arkitekttävling. I Äppelviken valdes istället sju arkitekter ut som ritade mellan tre och sju villor vardera. Ett avtal träffades med ett antal arkitekter som bedömdes lämpliga för uppdraget. Arkitekterna var Uno Åhrén som ritade 3 villor, Sven Wranér, som ritade 3 st villor, Birger Borgström, som ritade 7 st villor, Carl Hörvik, som ritade 6 st villor, Ernst Spolén, som ritade 4 st villor och Rolf Bolin, som ritade 5 st villor. Ett antal privata byggmästare fick kostnadsfritt ta del av husritningarna. De privata byggmästarna blev ekonomiskt ansvariga för respektive hus. För äppelviksutställningen ritade även arkitekten Arre Essén, han ritade en paviljong som inrymde restaurang och kafé för tillsammans 500 personer, enligt uppgift, men inga foton eller ritningar av dessa är återfunna. Paviljongen låg i Ekorrvägens förlängning österut. Kaféets verksamhet drevs av det då välkända företaget AB Feiths kaféer och konditorier. Efter att utställningen stängts revs paviljongen. Senare blev Arre Essén arkitekt till restaurangbyggnaden Lindgården på Djurgården i Stockholm, som byggdes som en öppen sommarrestaurang för Stockholmsutställningen 1930.
Huvudansvaret för utställningen bestod av en "bestyrelse" som utgjordes av 27 personer. Bestyrelsen ansvarar för utställningens riktiga genomförande och för att lösa eventuella komplikationer enligt utställningsbestämmelserna. Bland dessa fanns flera av den tidens betydelsefulla och sedermera kända arkitekter såsom Hakon Ahlberg, Gunnar Asplund, Edvin Engström, som bland annat ritat nästan alla villorna i Södra Ängby, Sigurd Lewerentz, Sven Markelius, Lars Israel Wahlman och Sigurd Westholm, som var stadsarkitekt. Bland de övriga ingick även den senare stadsplanedirektören Axel Dahlberg, professor Olle Hjortzberg, borgmästare Carl Lindhagen samt landshövdingsfrun Ellen Widén (från hemslöjdsföreningen Föreningen Jämtslöjd). Ellen Widén var gift med landshövdingen Johan Widén, som var landshövding i Jämtlands län. 

## Invigningen av utställningen

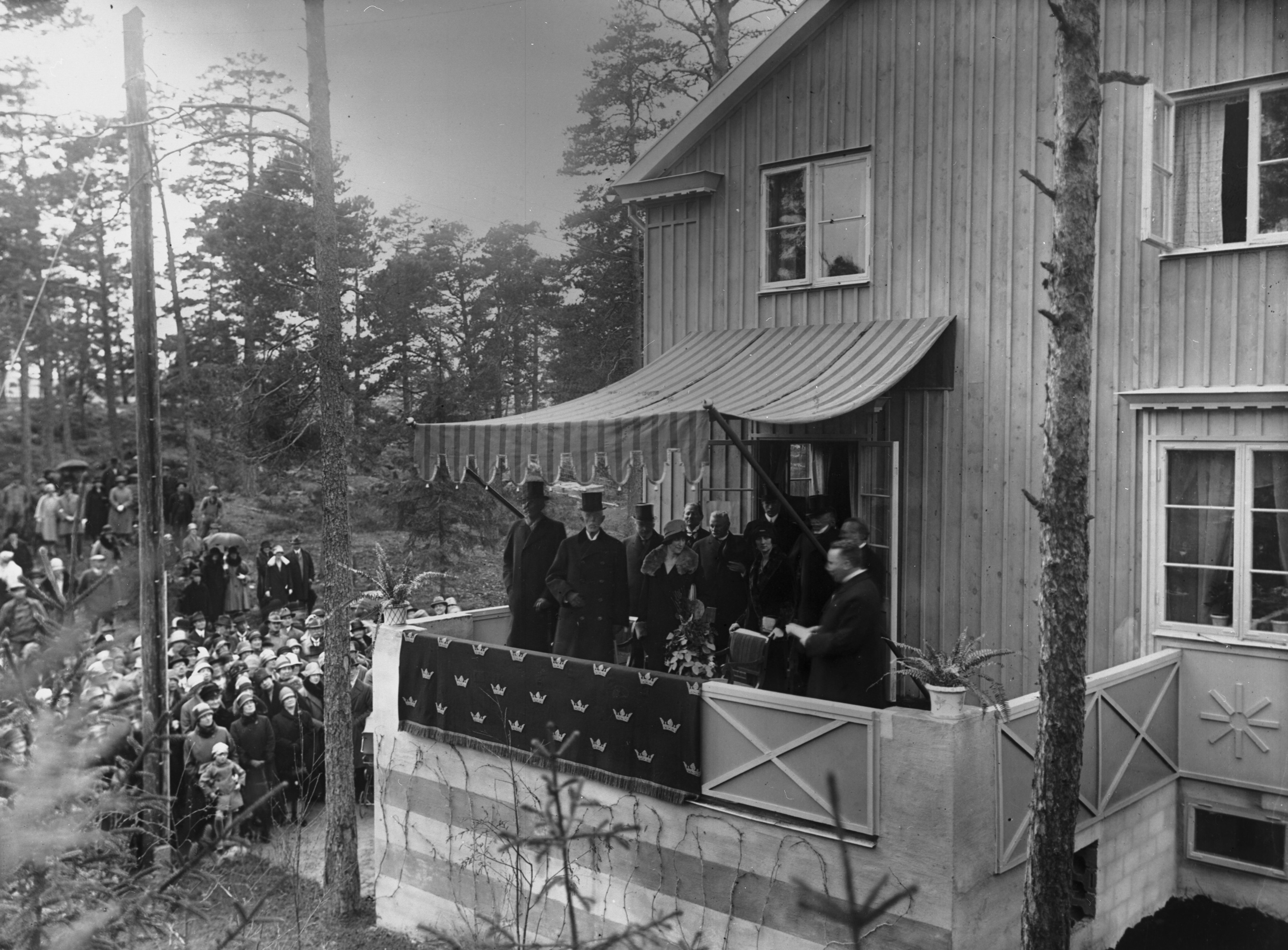
Kung Gustaf V inviger Bygge och Bo-utställningen i Äppelviken den 24 maj 1927. Villan ligger på Mårdvägen 32, hus nr 24 i utställningen, arkitekt var Ernst Spolén.

Bygge och Bo-utställningen utmed Ekorrvägen anordnades sommaren 1927 i dåvarande Äppelviken i Bromma. Utställningen invigdes den 24 maj 1927 av kung Gustaf V tillsammans med prinsarna Carl och Eugen och prinsessorna Ingeborg och Märtha. Utställningen varade till den 15 september. 
Utställningen i dåvarande Äppelviken sommaren 1927 omfattade 29 nyuppförda villor utmed Ekorrvägen och angränsande delar av Mårdvägen och Stavgårdsgatan och utställningsområdet tillhör numera stadsdelen Stora Mossen. Under utställningen inreddes omkring hälften av villorna och de visades möblerade av olika möbel- och inredningsföretag. Enligt utställningskatalogen var målsättningen för utställningen "att främja en rationell bostadsinredning efter moderna, praktiska och hygieniska principer samt befordra enkelhet och reda i bostadsbyggandets planläggning".
Stockholms stads fastighetsbyrå upplät marken och den ingår numera i stadsdelen Stora Mossen med undantag för två hus, som fortfarande tillhör stadsdelen Äppelviken. De två husen från utställningen som fortfarande tillhör Äppelviken är villorna på Ekorrvägen 1 och 3 med fastighetsbeteckning Eldstålet 6 respektive 7.

## Tidstypisk utformning av villorna
Med några få undantag hade villorna i utställningen en för tiden tidstypisk utformning. Planlösningen karaktäriseras av små kök med serveringsrum samt matsal. De flesta hus hade även jungfrukammare. Ofta fanns även ett "herrum". En köksinteriör visar att det finns både en gasspis och en Agaspis, som eldades med koks och även var varmvattenberedare. Fasaderna målades i ljusa pastellfärger för att understryka en "enkelhet och reda i bostadsbyggandets planläggning". Villan vid Ekorrvägen 18 ritad av Birger Borgström var ett typiskt exempel på planlösning och fasadutformning.
Arkitekturen i villorna visar att det förutsattes att den hemmavarande hustrun skulle sköta barn och hushåll med hjälp av hembiträde. Barnantalet var ofta lågt, men daghem och skolfrukost/skollunch var okända begrepp. Det var regel att barnen fick ett lagat lunchmål i hemmet.

## Bilder från utställningen 1927

### Villor

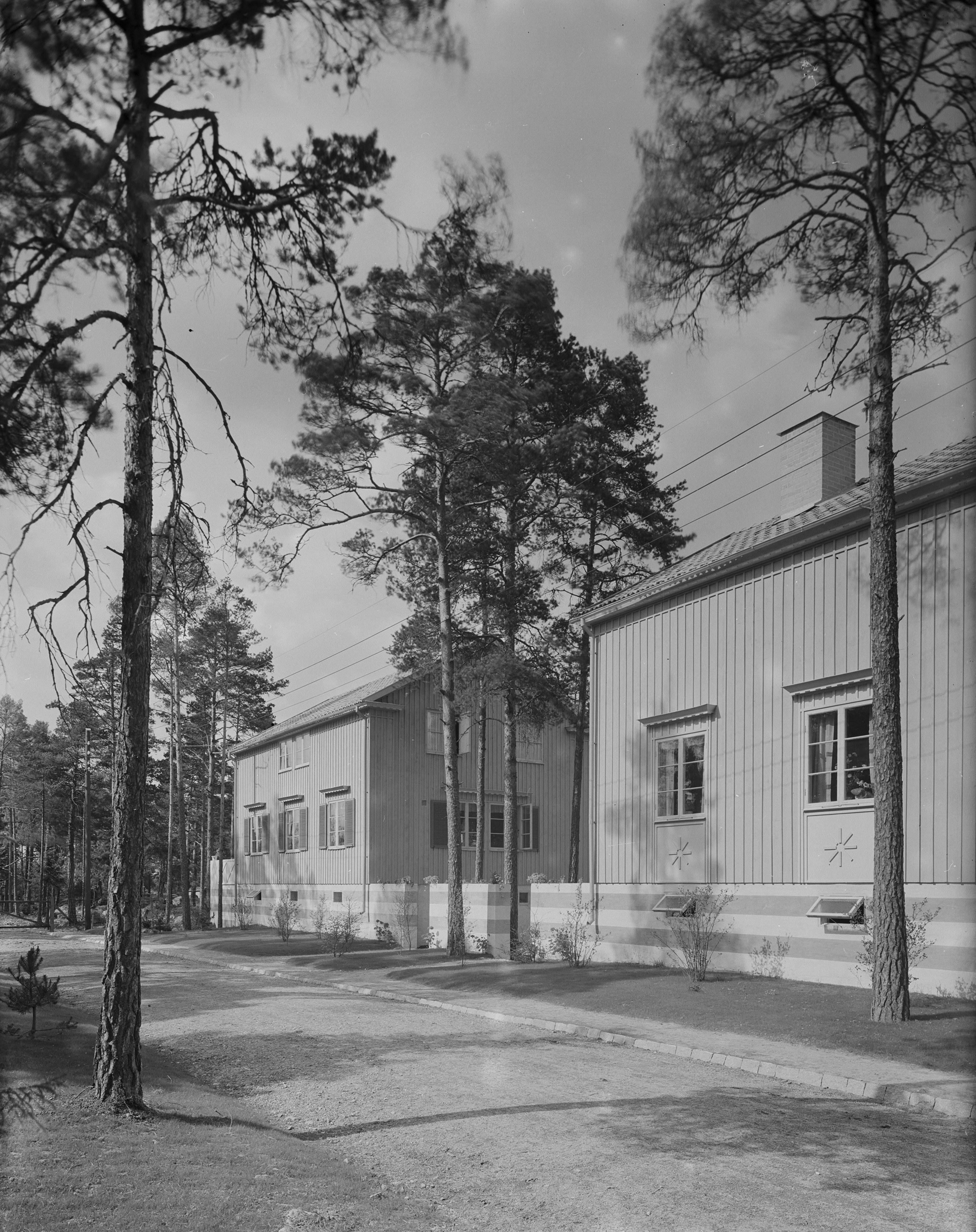
Villor på Mårdvägen 32 och 34, hus nr 24 och 25 i utställningen, arkitekt Ernst Spolén. Båda villorna har 6 rum och kök.
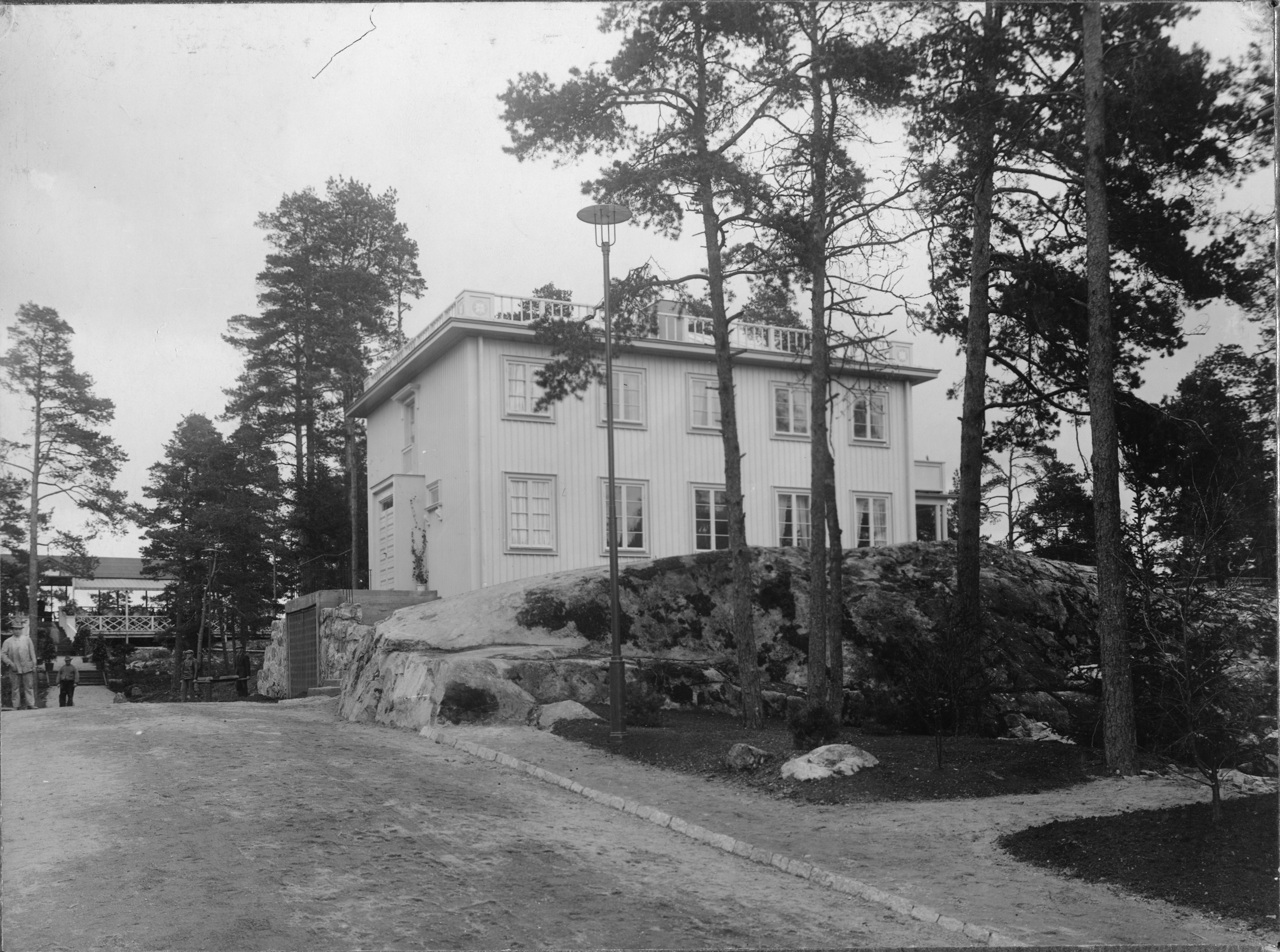
Villa på Ekorrvägen 1, hus nr 28 i utställningen, arkitekt Rolf Bolin. Villan har 6 rum och kök.
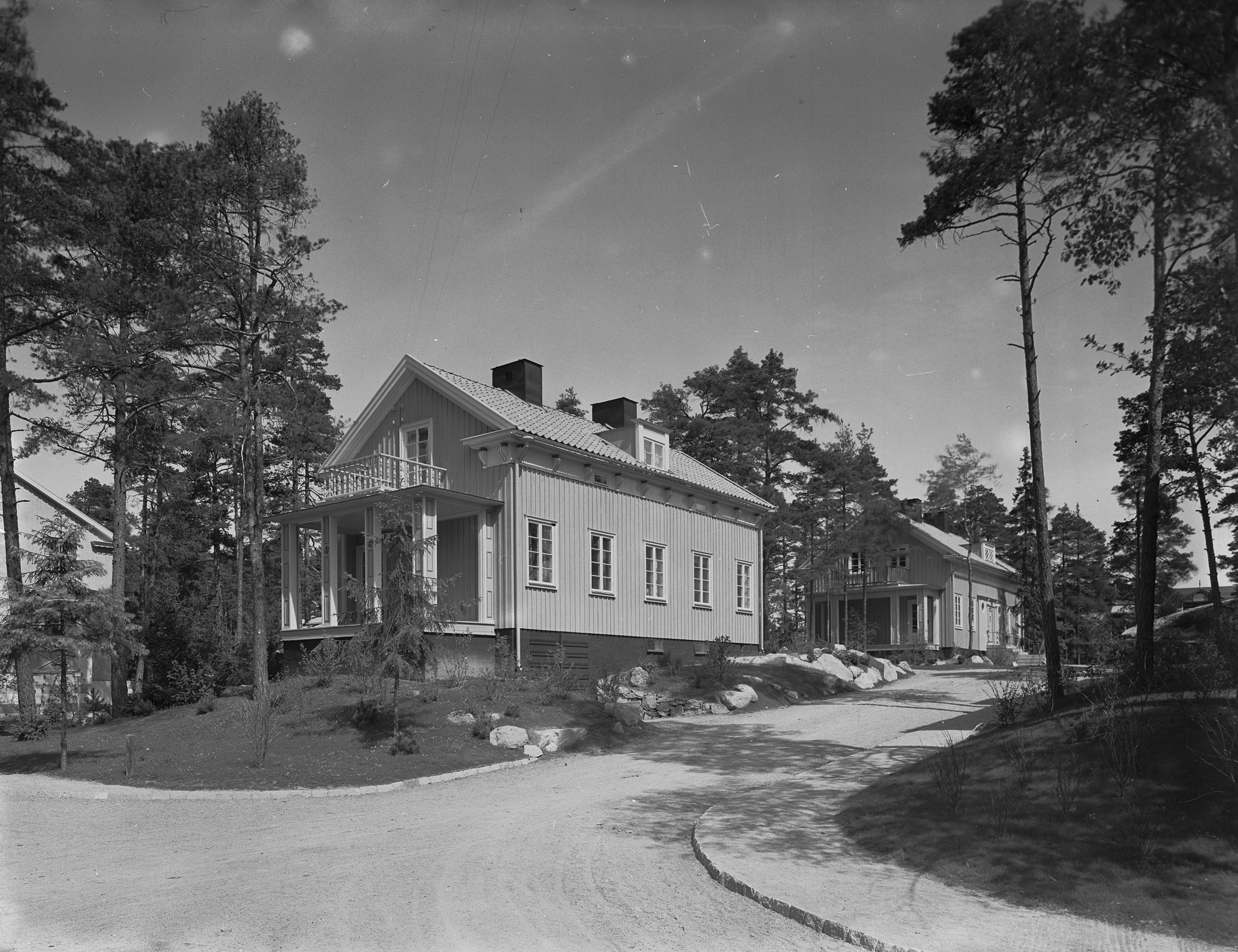
Villa på Ekorrvägen 4, hus nr 27 i utställningen, arkitekt Rolf Bolin.
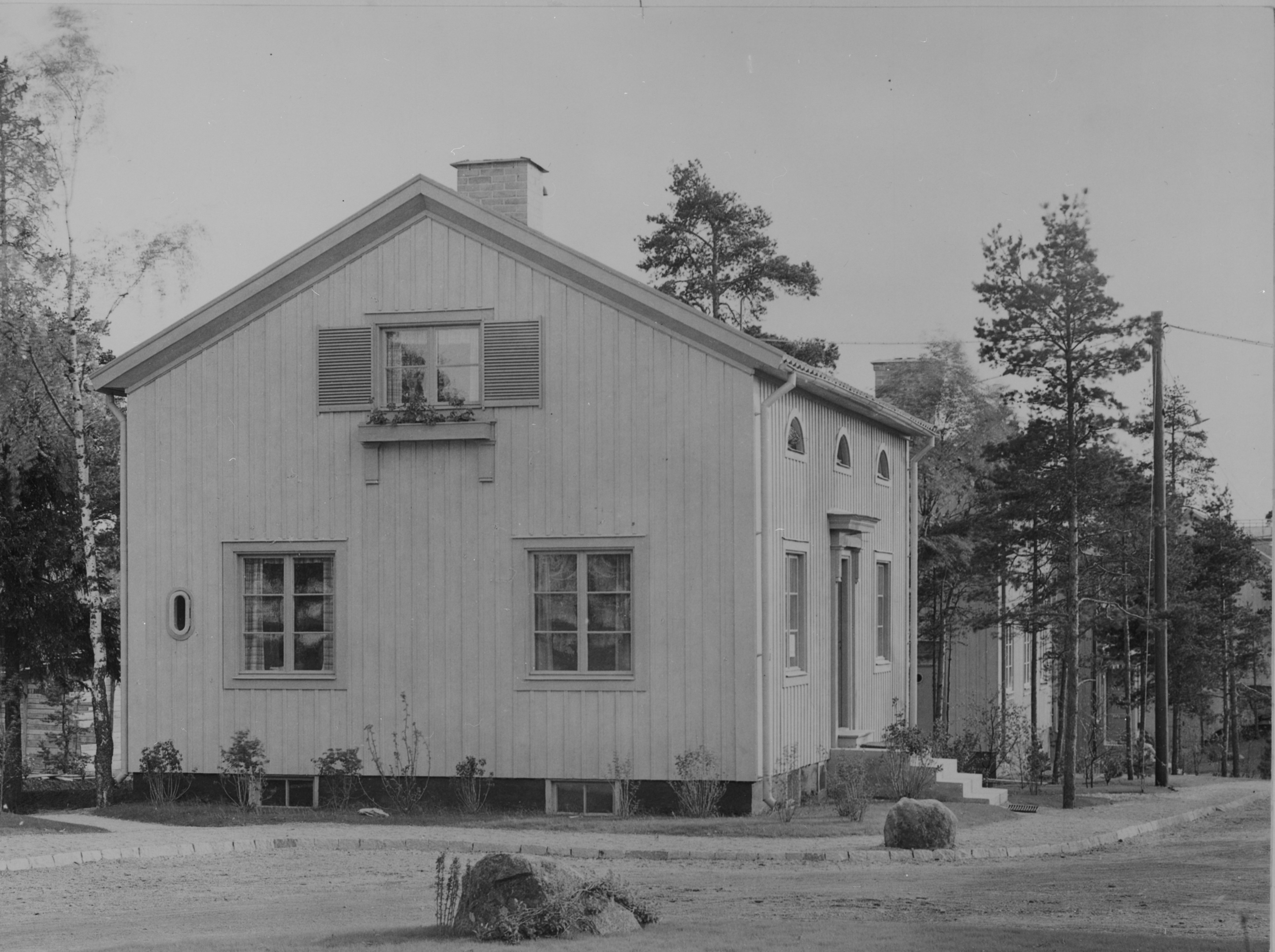
Villa på Ekorrvägen 13, hus nr 12 i utställningen, arkitekt Birger Borgström.
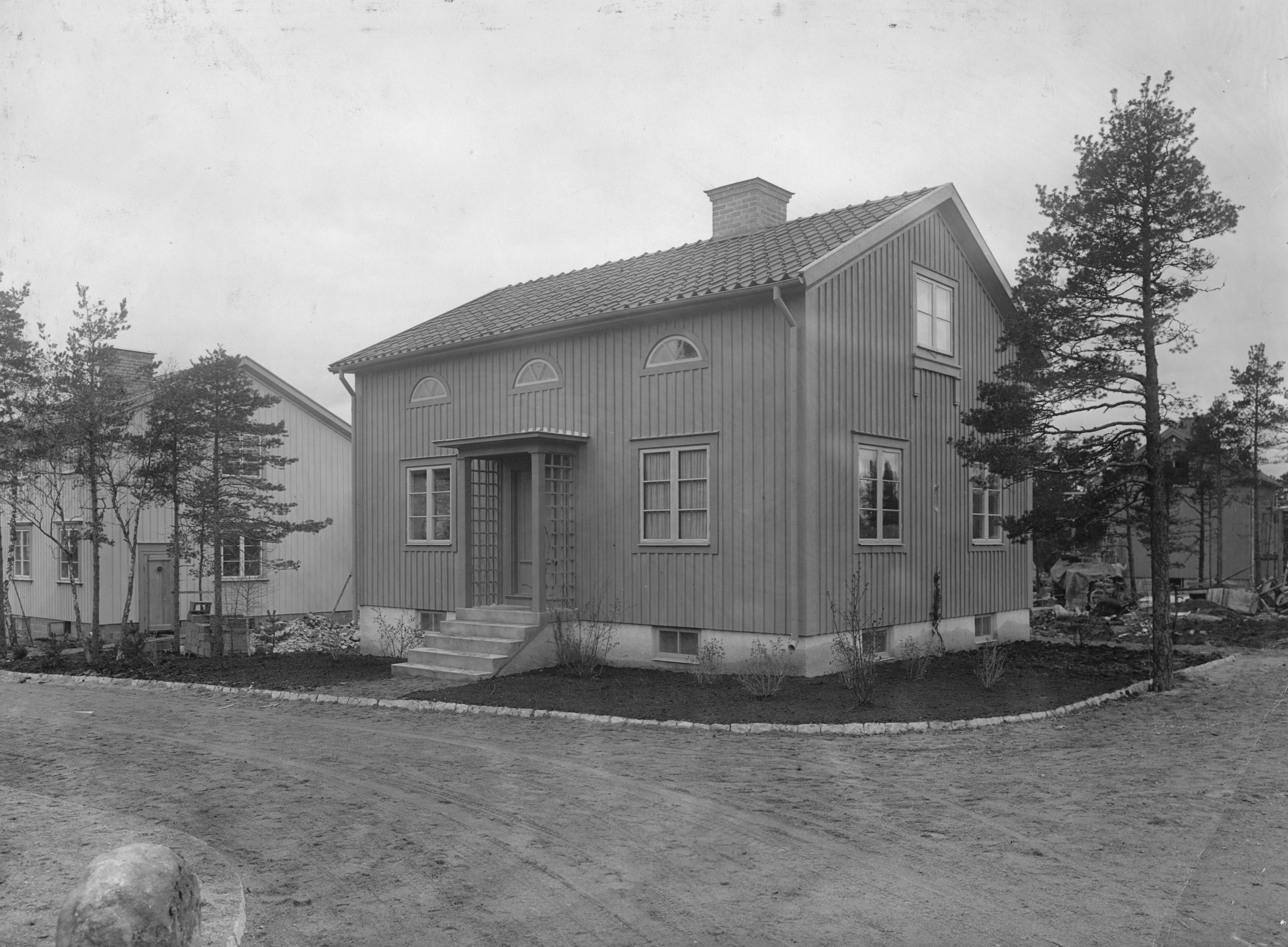
Villa på Ekorrvägen 14, hus nr 13 i utställningen, arkitekt Birger Borgström.
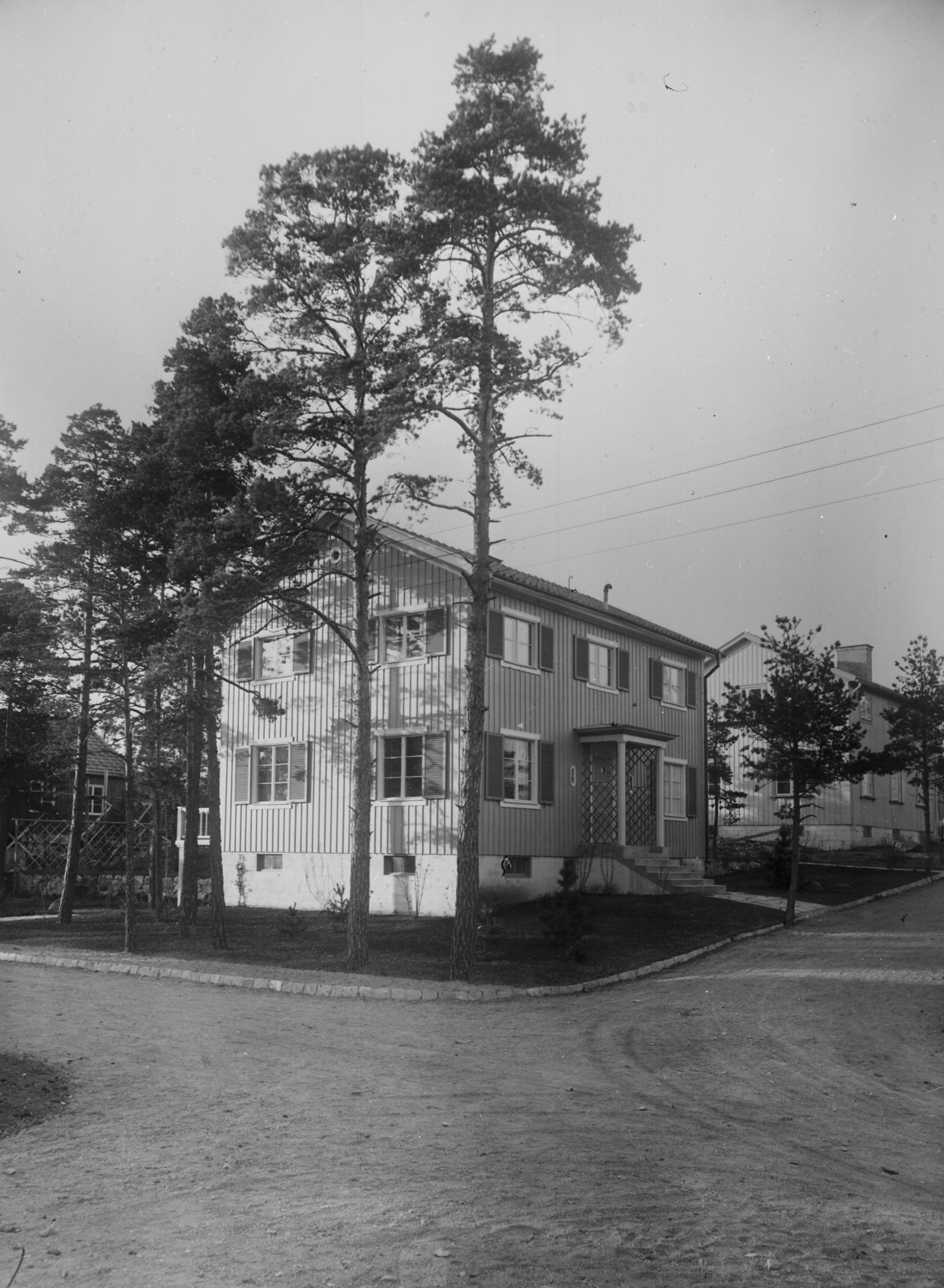
Villa på Ekorrvägen 18 i förgrunden och Ekorrvägen 16 i bakgrunden, hus nr 9 och 11 respektive i utställningen, sedda från Stavgårdsgatan, arkitekt Birger Borgström.

### Interiörer

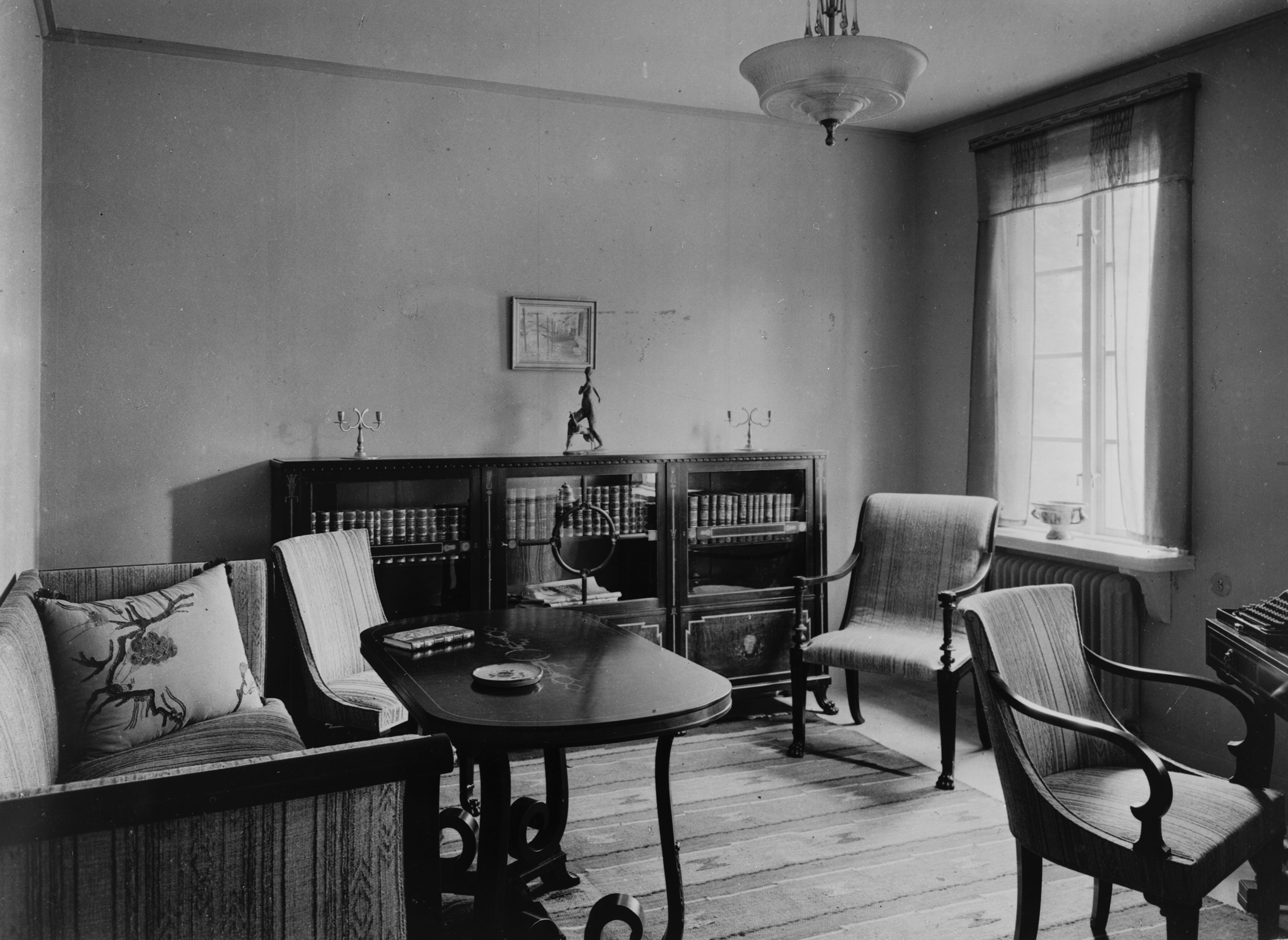
Interiör från ett vardagsrum.
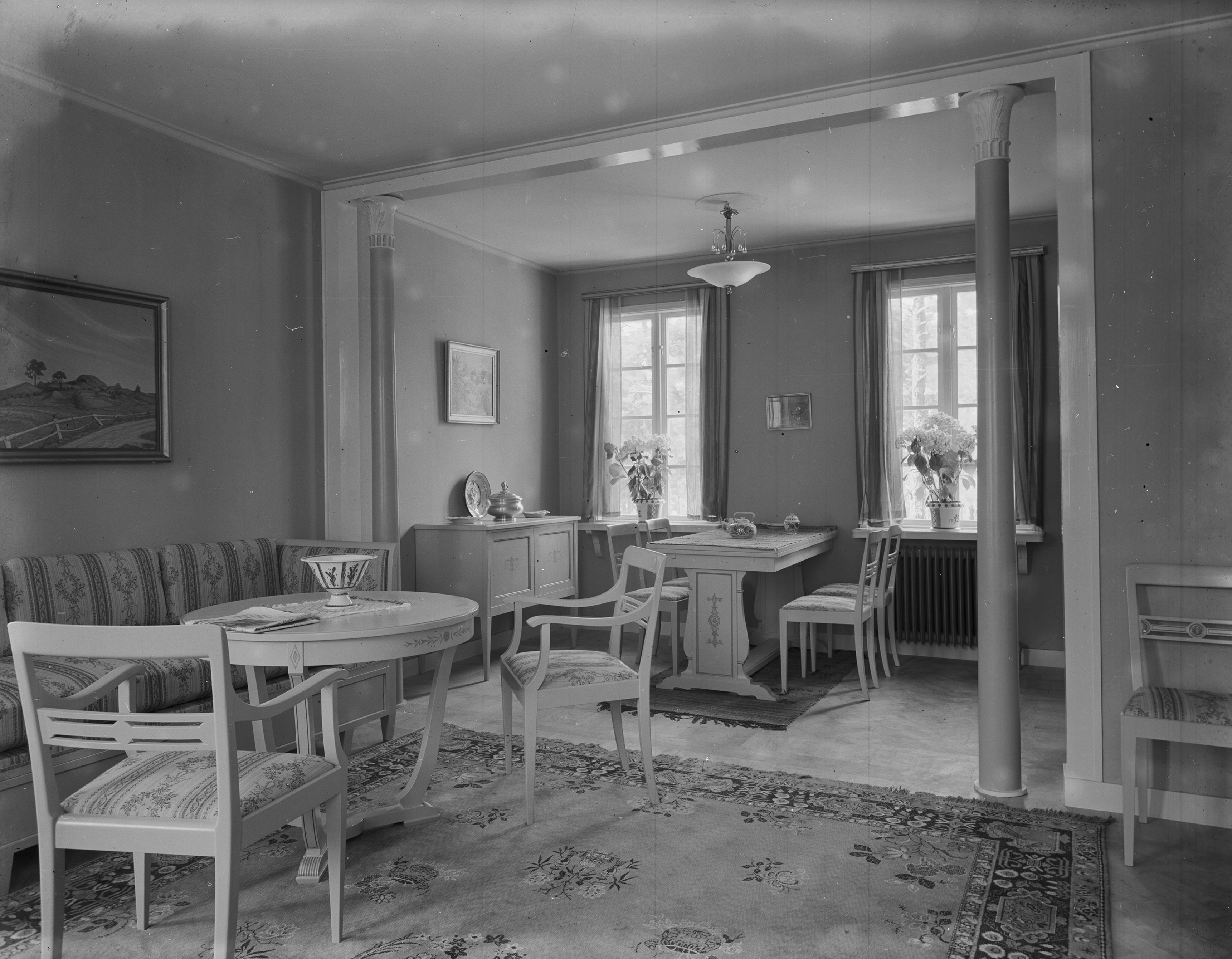
Interiör från ett vardagsrum.
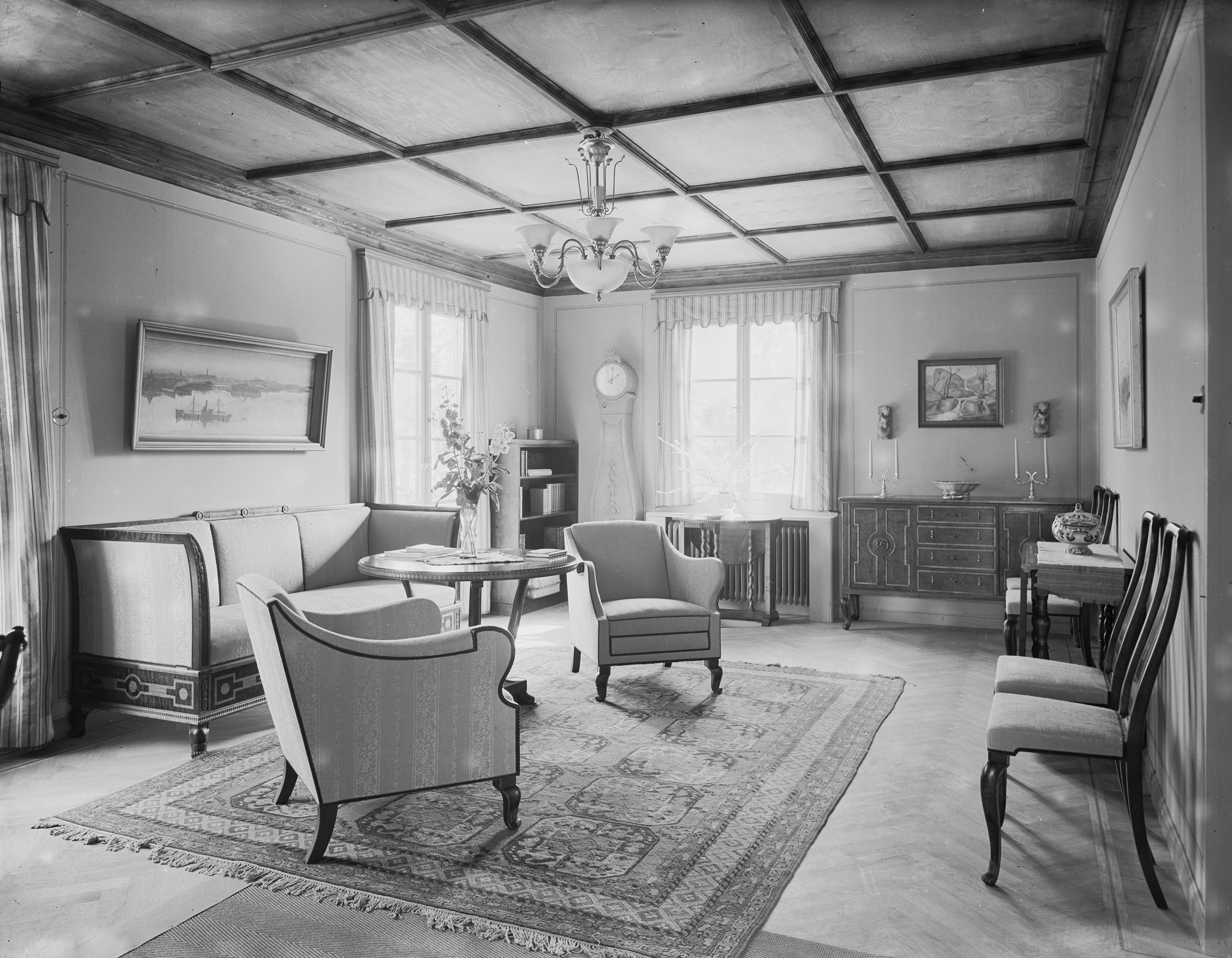
Interiör från ett vardagsrum.
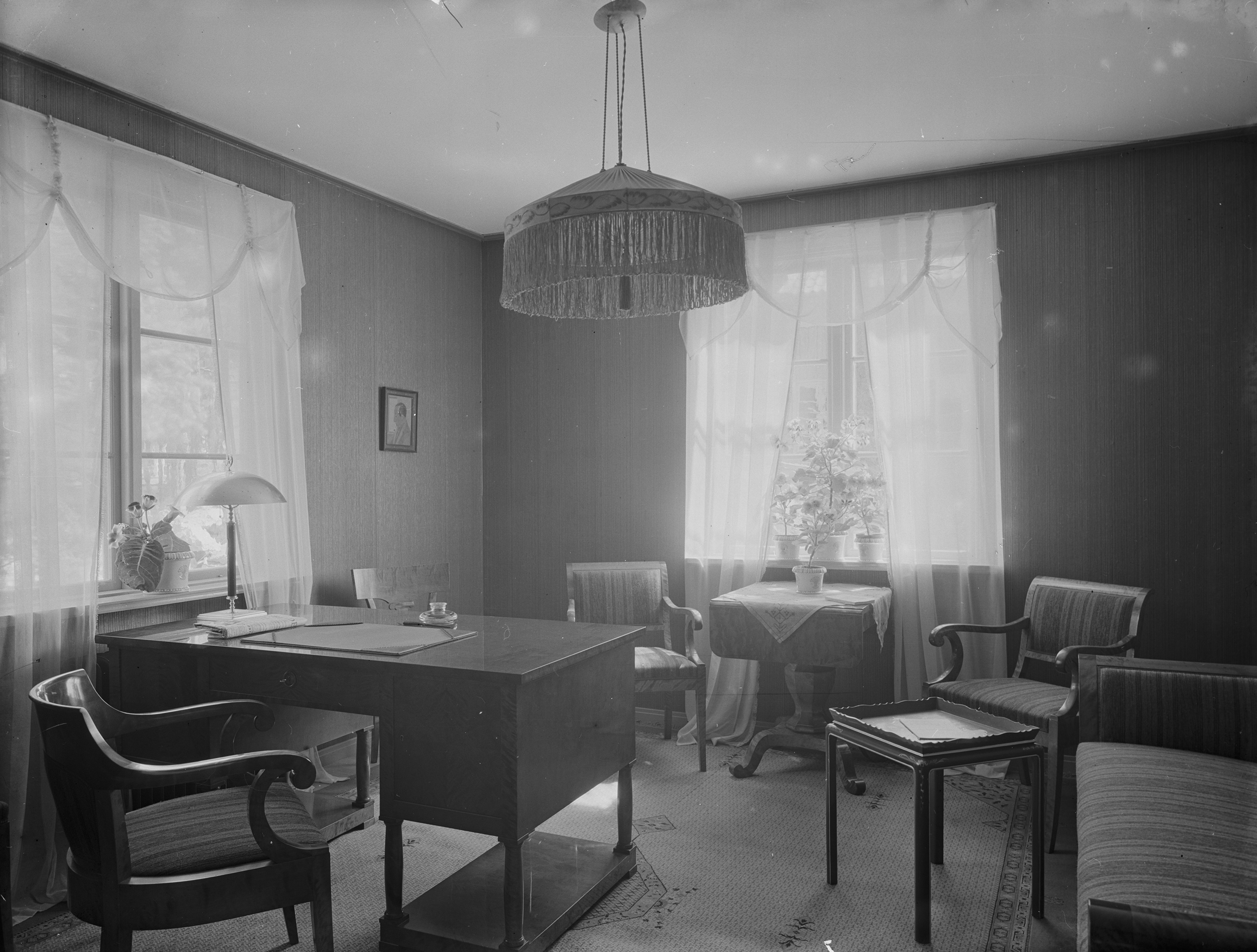
Interiör från ett arbetsrum.
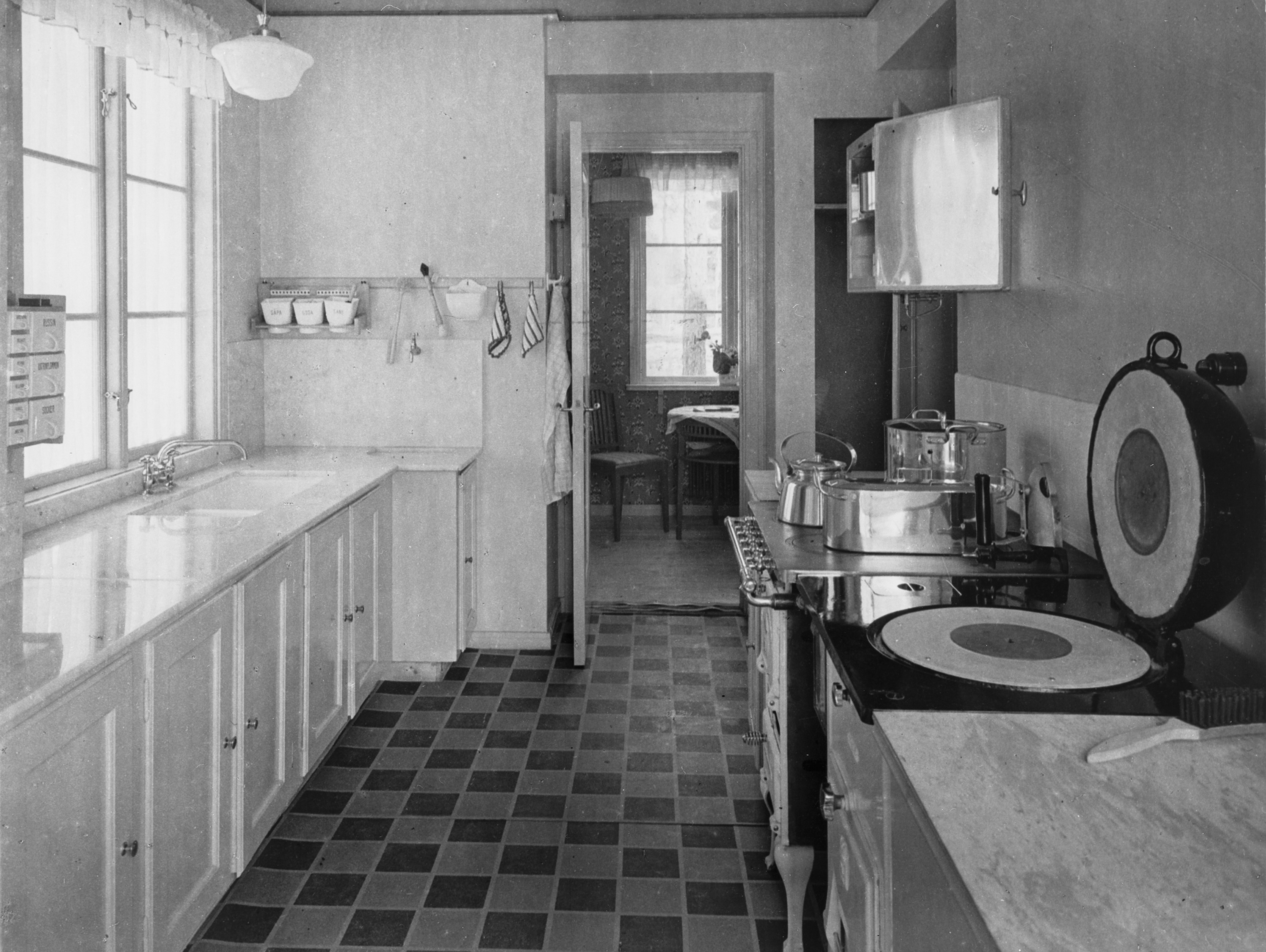
Interiör från ett kök med gasspis och Agaspis.
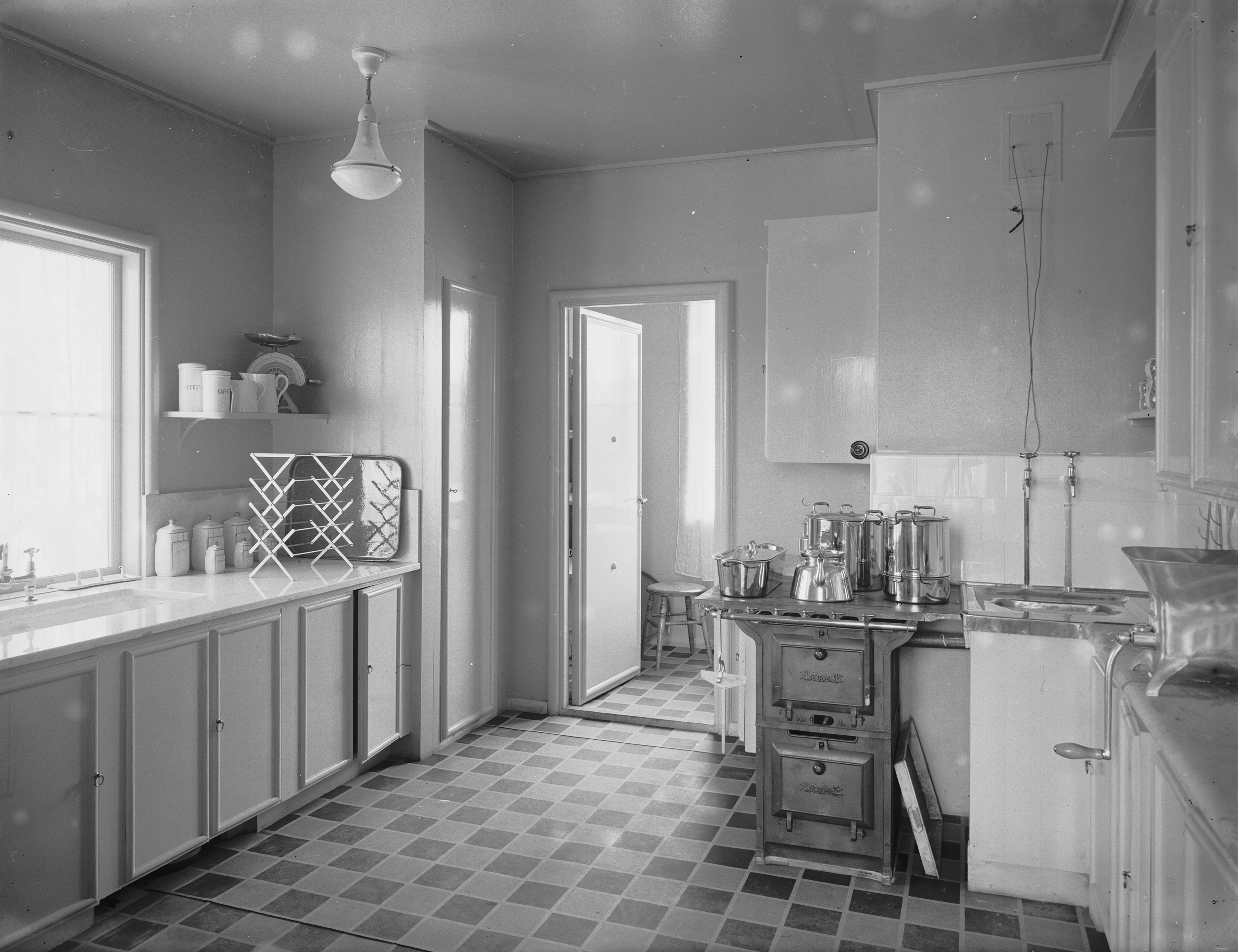
Interiör från ett kök.

## Eskil Sundahls kritik
Eskil Sundahl, senare arkitekturprofessor och chef för Kooperativa Förbundets arkitektkontor, framförde i tidskriften Byggmästaren 1927 många kritiska synpunkter på äppelviksutställningen. Eskil Sundahl anses vara en av funktionalismens främsta företrädare i Sverige, men han framhåller att villornas planlösningar mestadels är alltför traditionella, men att helhetsintrycket av området är bra. Eskil Sundahl ritade år 1955 sin egen villa, Villa Sundahl, vid Mazarinvägen 11 i Sköndal i södra Stockholm. Han var då fortfarande chefarkitekt på Kooperativa Förbundets Arkitekt- och Ingenjörsbyrå (KFAI), som var Kooperativa Förbundets eget arkitektkontor.
I vissa fall var garagen så små att man bara kan få plats med en "Ford eller motorcykel", påpekar Eskil Sundahl. Möbleringen anses genomgående svag, ibland småborgerlig. I ett av husen har man slopat serveringsrummet och infört ett väggskåp mellan kök och matsal. I ett annat hus har man gjort en sammanslagning av kök, serveringsrum och matvrå till ett rum. "I en jungfrukammare finns ett rudimentärt tvättfat med spolkranen så placerad att ingen möjlighet finns att tvätta sig i ansiktet".

## Beröm från Svenska Dagbladet
I en artikel i Svenska Dagbladet står följande att läsa: "Möbler och konstföremål har genomgående valts med den omsorg och förfinade smak, som kommit att bli det ledande draget i alla våra svenska hemutställningar, och man har än en gång tillfälle att beundra den tekniska skicklighet, som kommer till synes i såväl möbler som textilier. En rundvandring på Bygge och Bo är en kurs i modern svensk konsthantverkskultur och det är med glädje man erfar, att utställningen redan slagit talrika utländska besökare med häpnad och beundran. Att vi här i Sverige för närvarande står främst bland Europas länder, när det gäller kultiverad borgerlig komfort, är ett obestridligt faktum."

## Carl Hörviks villa på Ekorrvägen 7

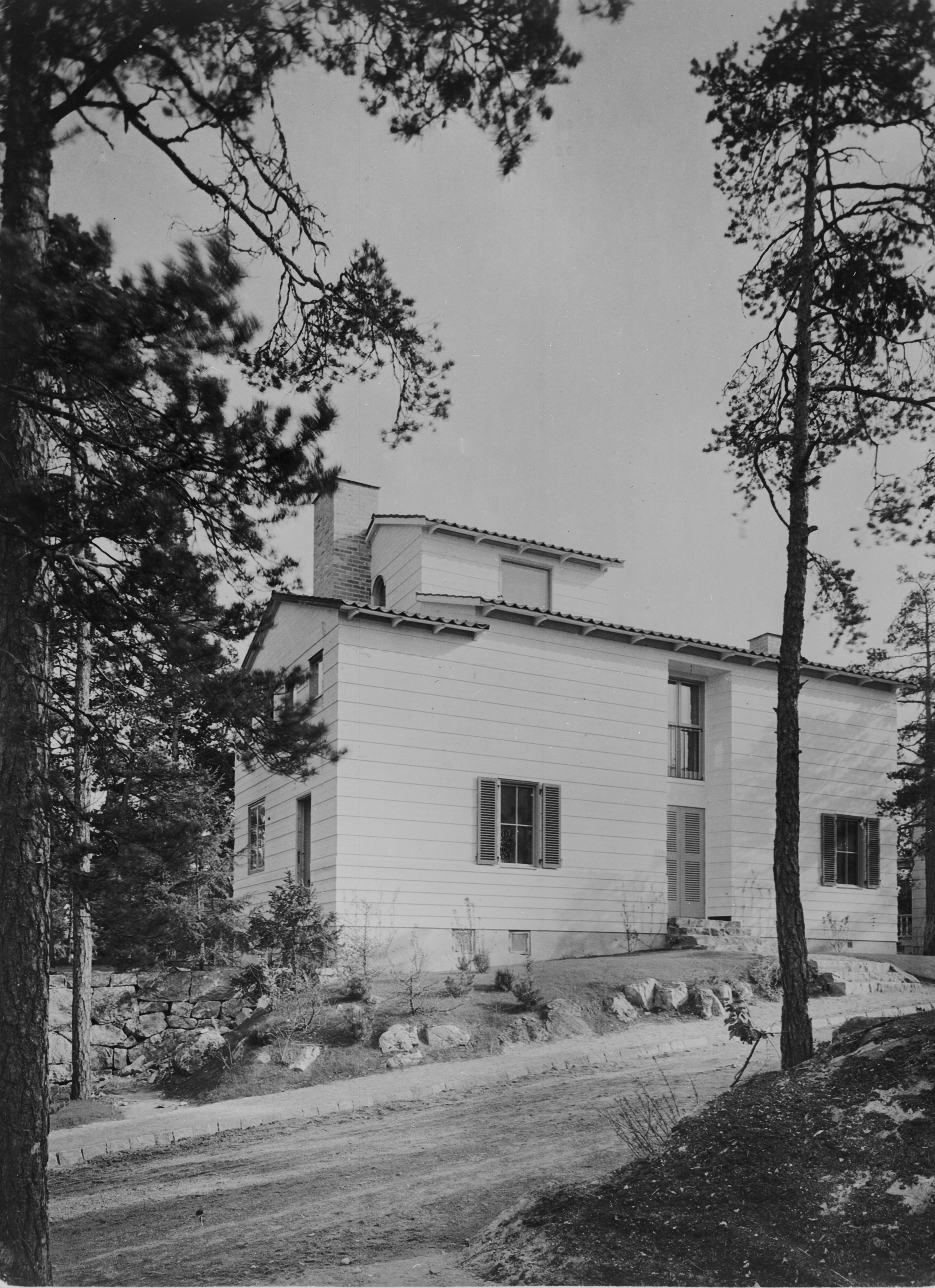
Villa på Ekorrvägen 7, hus nr 18 i utställningen, Villa Hörvik. Villan ritades av arkitekten Carl Hörvik som egen bostad.

Arkitekten Carl Hörvik ritade sin egen bostad på Ekorrvägen 7. Villan, Villa Hörvik, som var en av de sex villor han ritade till utställningen Bygge och Bo 1927, skiljde sig från de övriga villorna i utställningen och den väckte utställningsbesökarnas uppmärksamhet. Villan som beskrivits som en juvel i svensk byggnadshistoria finns publicerad strax efter uppförandet.
Beträffande den okonventionella utformningen med bland annat ett arbetsrum placerat på villans tak fick en hel del kritiska kommentarer. Björn Linn, professor i arkitekturens teori och historia vid Chalmers Tekniska Högskola i Göteborg skrev i tidskriften Byggnadsvärlden 1967 att Carl Hörviks villas formspråk är mycket abstrakt och förfinad klassicismen. Enligt Björn Linn ser vi således ett förebud till funktionalism som några år senare skulle komma vid Stockholmsutställningen 1930.
Carl Hörviks villa var märklig även ifråga om inredning och inredningen låg långt före sin tid. Vardagsrum, matrum och veranda var sammanslagna till ett stort öppet rum med pelare. I denna villa var köket vänt mot norr, det var mörkt och helt skilt från matplatsen.